# Jack Mormon
Jack Mormon és un terme de l'argot del segle xix procedent d'Amèrica. Originalment va ser utilitzat per descriure una persona que no era un membre batejat de l'Església de Jesucrist dels Sants dels Darrers Dies (o SDD), però que simpatitzava amb els membres de l'Església i el mormonisme, simpatitzaven amb ells, i/o prendre un interès actiu en el seu sistema de creences. En algun moment a mitjans del segle xx, però, el terme va començar a referir-se a un individu considerat pels mormons com un membre inactiu de l'església mormona, que, malgrat el seu punt de vista personal religiosa, manté bones relacions i sentiments positius cap a l'Església SDD.